# Памятник Кенесары-хану (Астана)

Памятник Кенесары Касымову

Памятник Кенесары-хану (каз. Кенесары хан ескерткіші) — памятник Кенесары Касымову, установленный в Астане, столице Казахстана.

## История
Памятник был установлен в 2001 году в столице Казахстане городе Астана на берегу реки Ишим. Скульптур Нурлан Далбай, архитектор Шот-Аман Валиханов. Проект был одобрен первым президентом Казахстана Нурсултаном Назарбаевым. Высота памятника 11 метров (фигура 6 метров, постамент 5 метров). Общий вес памятника более 10 тонн, бронза — 8 тонн, стальной каркас. Памятник стоит на высоком берегу, с которого Кенесары Касымов будто смотрит на город.
Открытие памятника прошло 11 мая 2001 года. Первым цветы к подножию памятника возложил президент страны Нурсултан Назарбаев.